# Pablo Piatti
Pablo Daniel Piatti, né le 31 mars 1989 à La Carlota en Argentine, est un footballeur international argentin, jouant actuellement au poste d'ailier gauche aux Estudiantes La Plata. De petite taille, Piatti est surnommé El duende (le lutin) ou encore El plumero (le plumeau).

## Biographie

### Premiers pas à l'Estudiantes (2006-2008)
Pablo Piatti voit le jour à La Carlota. Il joue au football pour la première fois à l'âge de 5 ans et rapidement, les habitants du village le surnomment La Pulga, la puce en espagnol. Piatti est repéré à 14 ans dans un tournoi de jeunes par des recruteurs de l'Estudiantes de la Plata. Là-bas, il gravit petit à petit tous les échelons.
Le 18 novembre 2006, Piatti, alors âgé de seize ans à peine, fait ses grands débuts en Primera División en entrant à la 55e minute de jeu. L'équipe, luttant pour le titre, est alors mené à la marque par les All Boys. Il marque ce jour-là le deuxième but des Pincharratas, celui de la victoire. Diego Simeone, son mentor de l’époque, ne se passera plus de ses services jusqu’à l’obtention tant espérée du Torneo Apertura. Si Verón est sacré meilleur joueur de la saison, l’entraîneur préfère pourtant dresser l’éloge de sa plus jeune pépite : « Piatti a tout pour devenir l’un des meilleurs joueurs du monde. C’est encore un enfant, mais il deviendra grand. Très grand même. »
En 2007, Piatti ajoute une seconde ligne à son palmarès en devenant champion du monde des moins de 20 ans avec une Argentine au sein de laquelle on retrouve également Agüero, Di María ou Banega. À l’instar de ses coéquipiers, El Cort séduit l'Europe et reçoit même une proposition ferme de la Juve, qu’il refuse pour un surprenant contrat de sept ans avec Almería. Le montant de sept millions d'euros fait de lui le joueur le plus cher du club espagnol.

### Almería (2008-2011)
Piatti, que l’on présentait comme un soliste, se met intelligemment au service du collectif d’Almeria. Bien accompagné par Negredo, Crusat ou Ortiz, l’Argentin clôt même sa première saison de Liga en ayant acquis les faveurs de ses nouveaux socios. Il entre même dans l’histoire du championnat espagnol en devenant le plus petit joueur, de la taille de 1,63 m, à avoir marqué un but de la tête. Le 30 avril 2011, Piatti est sélectionné pour un match contre le Nigeria ayant lieu en juin 2011.
Lors de sa première saison, il joue 31 matchs et inscrit cinq buts, soit une saison correcte pour un étranger de son âge. Il prolonge son contrat pour sept ans, jusqu'en 2015.

### Valence (2011-2017)
Le 6 juillet 2011, il quitte Almería pour Valence où il signe un contrat de cinq ans en faveur du club Ché, qui a déboursé près de 7,5 millions d'euros. Il porte le numero 14, laissé par le mythique Vicente, parti du club.
Pour son premier match avec Valence, il marque en seconde période alors qu'il est remplaçant.
Il échoit du numéro 11 lors de la saison 2012-2013 à la suite du départ d'Aritz Aduriz.
En février 2014, Piatti marque un but contre le FC Barcelone au Camp Nou pour une victoire 3-2.

### Espanyol de Barcelone (2016-2020)
Le 16 juillet 2016, Piatti est prêté au club catalan de l'Espanyol de Barcelone avec une option d'achat possible.
Pour son premier match sous les couleurs des Pericos, Piatti inscrit un but et délivre deux passes décisives malgré une défaite 6-4 contre Séville. Il se blesse au pied droit en septembre durant la rencontre face au Real Madrid. Piatti revient le 14 octobre à l'occasion d'un nul contre Las Palmas. Une semaine plus tard, il distille une passe pour Hernán Pérez malgré un nul 3-3 concédé à domicile.
Le 24 mai 2017, l'Espanyol décide d'acquérir Piatti qui signe un contrat le liant jusqu'en 2020 aux Catalans.

### Toronto FC (2020)
Le 7 février 2020, Piatti signe au Toronto FC comme joueur désigné.
Piatti fait ses débuts en Major League Soccer le 13 juillet 2020, titulaire lors d'un match nul 2-2 contre le D.C. United.

### Elche CF (2021-2022)
Le 6 mars 2021, il s'engage jusqu'à la fin de la saison en faveur de l'Elche CF, qui lutte pour le maintien en Liga.

## Style de jeu
Petit de taille et poids plume, Piatti ne brille pas par un physique important. Néanmoins, sa conduite de balle et sa vitesse le rend dangereux. Il a la particularité d’être parmi les joueurs les plus rapides du monde, comme il l’a lui-même expliqué dans les colonnes du quotidien espagnol El País, après une victoire en amical contre l'AS Roma. « Je ne le savais pas, mais le préparateur physique m’a dit que face à l’AS Roma j’ai atteint la vitesse de pointe de 33 kilomètres par heure quand la moyenne est de 27. »

## Palmarès

### En club
- Valence CF
  - Vainqueur du Trophée Naranja en 2011, 2012 et 2013
  - Vainqueur de l'Emirates Cup en 2014

- Estudiantes La Plata
  - Champion d'Argentine en 2006

### En sélection
- Équipe d'Argentine des moins de 20 ans
  - Coupe du monde des moins de 20 ans en 2007

### Distinctions personnelles
- Membre de l'équipe type du championnat d'Espagne en 2017 (avec l'Espanyol Barcelone)

## Statistiques
| Saison                | Club                         | Championnat           | Championnat | Championnat | Championnat | Coupe(s) nationale(s) | Coupe(s) nationale(s) | Coupe(s) nationale(s) | Compétition(s) continentale(s) | Compétition(s) continentale(s) | Compétition(s) continentale(s) | Compétition(s) continentale(s) | Argentine | Argentine | Argentine | Total | Total | Total |
| Saison                | Club                         | Division              | M.          | B.          | P.d.        | M.                    | B.                    | P.d.                  | Comp.                          | M.                             | B.                             | P.d.                           | M.        | B.        | P.d.      | M.    | B.    | P.d.  |
| 2006-2007             | Estudiantes de La Plata      | Primera División      | 17          | 5           | -           | -                     | -                     | -                     | -                              | -                              | -                              | -                              | -         | -         | -         | 17    | 5     | 0     |
| 2007-2008             | Estudiantes de La Plata      | Primera División      | 31          | 8           | 6           | -                     | -                     | -                     | CL+CS                          | 8+2                            | 0                              | 1+1                            | -         | -         | -         | 41    | 8     | 8     |
| Sous-total            | Sous-total                   | Sous-total            | 49          | 13          | 6           | -                     | -                     | -                     | -                              | 10                             | 0                              | 2                              | -         | -         | -         | 59    | 13    | 8     |
| 2008-2009             | UD Almería                   | Liga                  | 31          | 5           | 0           | 2                     | 1                     | 0                     | -                              | -                              | -                              | -                              | -         | -         | -         | 33    | 6     | 0     |
| 2009-2010             | UD Almería                   | Liga                  | 35          | 7           | 4           | 1                     | 0                     | 0                     | -                              | -                              | -                              | -                              | -         | -         | -         | 36    | 7     | 4     |
| 2010-2011             | UD Almería                   | Liga                  | 35          | 8           | 4           | 6                     | 2                     | 1                     | -                              | -                              | -                              | -                              | 1         | 0         | 0         | 42    | 10    | 5     |
| Sous-total            | Sous-total                   | Sous-total            | 101         | 20          | 8           | 9                     | 3                     | 1                     | -                              | -                              | -                              | -                              | -         | -         | -         | 110   | 23    | 9     |
| 2011-2012             | Valence CF                   | Liga                  | 30          | 2           | 2           | 7                     | 3                     | 2                     | C1+C3                          | 4+6                            | 0+1                            | 0                              | -         | -         | -         | 47    | 6     | 4     |
| 2012-2013             | Valence CF                   | Liga                  | 14          | 1           | 2           | 3                     | 0                     | 0                     | C1                             | 2                              | 0                              | 0                              | -         | -         | -         | 19    | 1     | 2     |
| 2013-2014             | Valence CF                   | Liga                  | 17          | 5           | 3           | 3                     | 0                     | 0                     | C3                             | 9                              | 2                              | 1                              | -         | -         | -         | 29    | 7     | 4     |
| 2014-2015             | Valence CF                   | Liga                  | 28          | 7           | 6           | 2                     | 0                     | 1                     | -                              | -                              | -                              | -                              | -         | -         | -         | 30    | 7     | 7     |
| 2015-2016             | Valence CF                   | Liga                  | 21          | 0           | 0           | 6                     | 1                     | 2                     | C1+C3                          | 7+3                            | 0+1                            | 2+2                            | -         | -         | -         | 37    | 2     | 6     |
| Sous-total            | Sous-total                   | Sous-total            | 110         | 15          | 13          | 21                    | 4                     | 5                     | -                              | 31                             | 4                              | 5                              | -         | -         | -         | 162   | 23    | 23    |
| 2016-2017             | Espanyol de Barcelone (prêt) | Liga                  | 30          | 10          | 10          | 1                     | 0                     | 1                     | -                              | -                              | -                              | -                              | -         | -         | -         | 31    | 10    | 11    |
| 2017-2018             | Espanyol de Barcelone        | Liga                  | 30          | 2           | 3           | 1                     | 0                     | 1                     | -                              | -                              | -                              | -                              | -         | -         | -         | 31    | 2     | 4     |
| 2018-2019             | Espanyol de Barcelone        | Liga                  | 20          | 1           | 0           | 6                     | 1                     | 2                     | -                              | -                              | -                              | -                              | -         | -         | -         | 26    | 2     | 2     |
| 2019-2020             | Espanyol de Barcelone        | Liga                  | 3           | 0           | 0           | 2                     | 0                     | 1                     | C3                             | 2                              | 0                              | 0                              | -         | -         | -         | 7     | 0     | 1     |
| Sous-total            | Sous-total                   | Sous-total            | 83          | 13          | 13          | 10                    | 1                     | 5                     | -                              | 2                              | 0                              | 0                              | -         | -         | -         | 95    | 14    | 18    |
| 2020                  | Toronto FC                   | MLS                   | 19          | 4           | 3           | -                     | -                     | -                     | -                              | -                              | -                              | -                              | -         | -         | -         | 19    | 4     | 3     |
| 2020-2021             | Elche CF                     | Liga                  | 9           | 0           | 0           | -                     | -                     | -                     | -                              | -                              | -                              | -                              | -         | -         | -         | 9     | 0     | 0     |
| Total sur la carrière | Total sur la carrière        | Total sur la carrière | 367         | 65          | 43          | 40                    | 8                     | 11                    | -                              | 43                             | 4                              | 7                              | 1         | 0         | 0         | 451   | 77    | 61    |